# Phrynomantis somalicus
Phrynomantis somalicus (tên tiếng Anh: Somali Rubber Frog) là một loài ếch trong họ Nhái bầu.
Nó được tìm thấy ở Ethiopia, Somalia, và có thể cả Kenya.
Các môi trường sống tự nhiên của chúng là xavan khô, vùng đất có cây bụi nhiệt đới hoặc cận nhiệt đới, đồng cỏ khô nhiệt đới hoặc cận nhiệt đới vùng đất thấp, hồ nước ngọt có nước theo mùa, và đầm nước ngọt có nước theo mùa. Loài này đang bị đe dọa do mất môi trường sống.